# Holly Madison

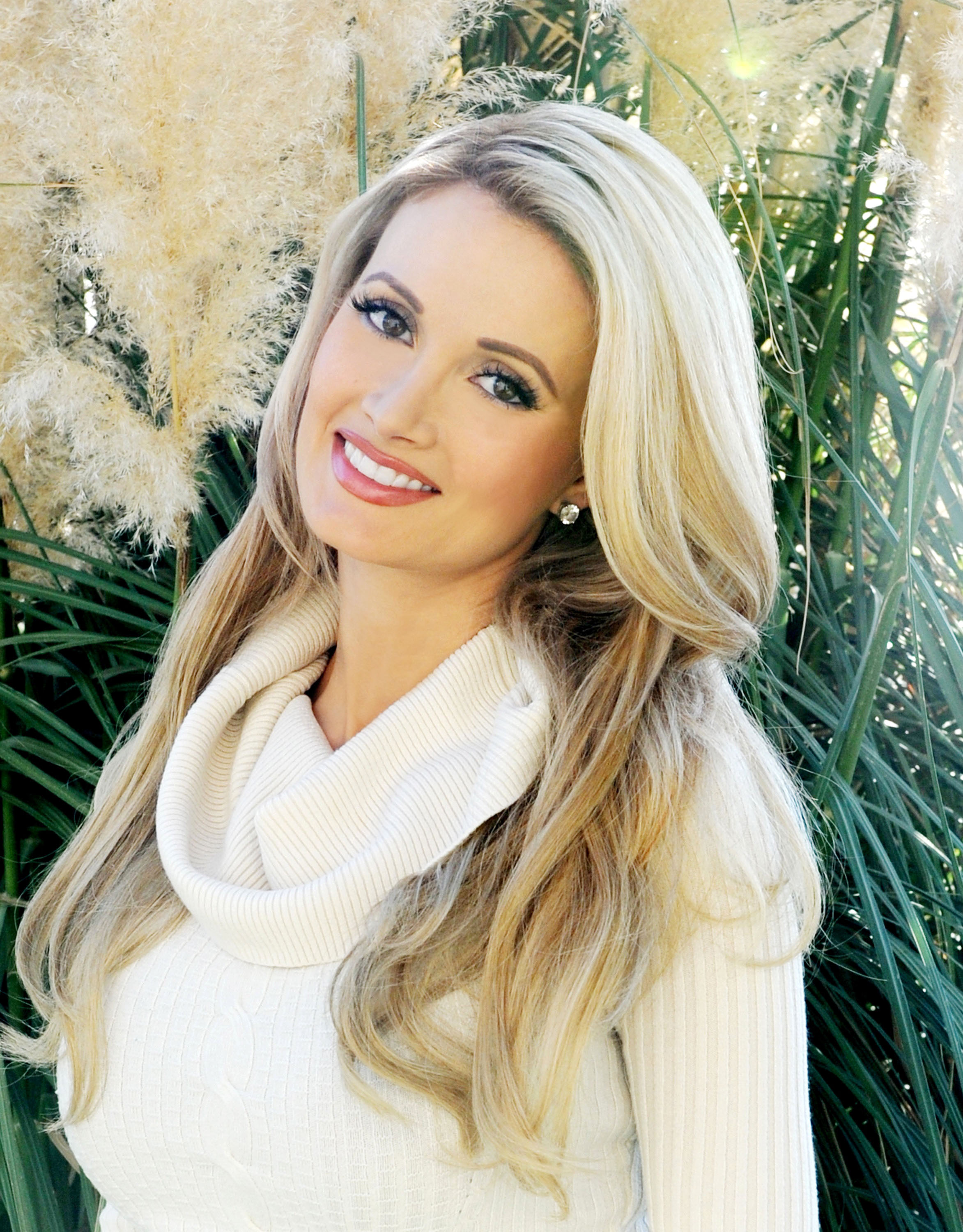
Holly Madison (2016)

Holly Madison (* 23. Dezember 1979 als Holly Cullen in Astoria, Oregon) ist eine US-amerikanische Reality-TV-Persönlichkeit. Bekannt wurde sie als Hugh Hefners erste Hauptfreundin aus der Fernsehserie The Girls of the Playboy Mansion, welche auf Hefners Anwesen in den Holmby Hills in Los Angeles gedreht wurde.

## Leben

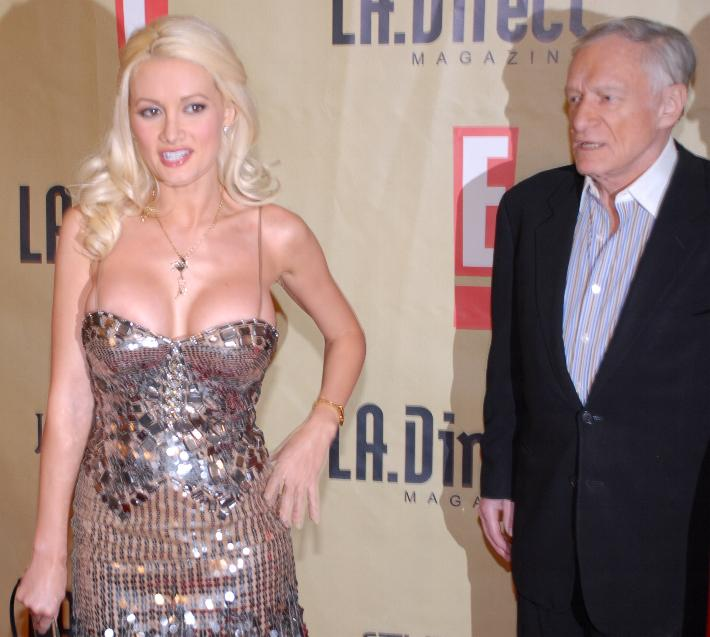
Madison mit Hugh Hefner, 2008

Madison wuchs auf der Prince-of-Wales-Insel in Alaska auf; später zog sie mit ihrer Familie nach St. Helens in Oregon. Ab 1999 studierte sie in Los Angeles an der Loyola Marymount University. Um Geld zu verdienen, arbeitete sie als Model für Hawaiian Tropic und nahm eine Stelle bei der Restaurantkette Hooters an. Durch diese Tätigkeiten erregte sie die Aufmerksamkeit Hugh Hefners, der sie schließlich als Gast in seine Villa einlud. Nach gut einem Jahr, im August 2001, zog sie ins Playboy-Haus und wurde eine der offiziellen Freundinnen Hefners. Madison erschien daraufhin in einigen Medien rund um das Playboy-Magazin. Ab 2005 trat sie zusammen mit Hefner und seinen anderen beiden Freundinnen in der Fernsehserie The Girls of the Playboy Mansion auf.
Im Oktober 2008 trennte sich Madison von Hefner und zog aus der Playboy Mansion aus.
Im April 2007 warb Madison nackt für die weltweit größte Tierrechtsorganisation PETA. Seit Juni 2009 tritt Madison in der Burlesqueshow Peepshow in Las Vegas auf. Sie wurde als Ersatz für Kelly Monaco engagiert, nachdem deren Dreimonatsvertrag abgelaufen war. Wie bereits ihre ehemalige Kollegin aus The Girls of the Playboy Mansion, Kendra Wilkinson, bekam auch Madison ihre eigene Dokusoap, Holly’s World, seit Juli 2010 auf Viva und E! Entertainment Television.
Madison und ihr Ehemann Pasquale Rotella haben zwei gemeinsame Kinder. Im September 2018 gaben sie per Instagram ihre Trennung bekannt.

## Filmografie
- 1998: The Last Broadcast
- 2004: The Bernie Mac Show (Fernsehserie, eine Folge)
- 2005: Entourage (Fernsehserie, eine Folge)
- 2005: Lass es, Larry! (Curb Your Enthusiasm, Fernsehserie, eine Folge)
- 2006: Scary Movie 4
- 2007: General Hospital (Fernsehserie, eine Folge)
- 2008: House Bunny
- 2009: Girls Mansion Massacre
- 2010: CSI: Den Tätern auf der Spur (CSI: Crime Scene Investigation, Fernsehserie, eine Folge)